# Takekuni Hirayoshi
Takekuni Hirayoshi (jap. 平吉 毅州, Hirayoshi Takekuni; * 10. Juli 1936 in Kōbe, Präfektur Hyōgo; † 28. Mai 1998) war ein japanischer Komponist klassischer Musik.
1961 erwarb Hirayoshi seinen Abschluss in Komposition an der Nationalen Universität für Schöne Künste und Musik Tokyo (Geidai), 1967 schloss er dort den Graduiertenkurs ab. Zu seinen Lehrern gehörten Hasegawa Yoshio und Ikuma (?) (伊熊良穂). 1969 gewann er den Odaka-Musikpreis (尾高賞). Danach war er erst Lehrbeauftragter an der Geidai, dann Professor am Tōhō-Konservatorium und später an der Kunsthochschule der Präfektur Okinawa (Okinawa Kenritsu Geijutsu Daigaku). Bekannt geworden ist er vor allem durch seine Chorstücke.
Er war verheiratet und hatte einen Sohn und eine Tochter.

## Werkauswahl

### Orchestermusik
- Variazioni sinfonische (交響変奏曲 kōkyō hensōkyoku)
- Konzert für Gitarre und Orchester (ギターとオーケストラのための協奏曲 gitā to ōkesutora no tame no kyōsōkyoku)
- Epitaph (エピタフ epitafu) für Streichorchester

### Blasorchestermusik
- Rhapsody for Symphonic Band (シンフォニック・バンドのためのラプソディ shinfonikku bando no tame no rapusodi)

### Kammermusik
- Stars Party (星たちの宴に hoshi tachi no utage ni) für 5 Spieler
- Samba Cancion (サンバ・カンシオン samba kanshion) für Klarinette und Klavier

### Klaviermusik
- Elegie (エレジー Elejī)
- Wind des Südens (南の風 minami no kaze)
- Rhythmus des Regenbogens (虹のリズム niji no rizumu)
- The Carnival Has Come (カーニバルがやってきた kānibaru ga yatte kita)
- When Spring Comes... (春になったら haru ni nattara)
- Habanera (ハバネラ Habanera)

### Gitarrenmusik
- Preludio e fantasia (プレリュードとファンタジア pureryūdo to fantajia)

### Vokalmusik
- The First Love (初恋 hatsukoi) für Bariton, Violine und Klavier zu 4 Händen
- Dream: A Sketch for Mixed chorus (夢：混声合唱のためのスケッチ yume: konsei gasshō no tame no sukecchi) für gemischter Chor und Klavier
- When the Skies Lost Small Birds (空に小鳥がいなくなった日 sora ni kotori ga inaku natta hi) für gemischter Chor und Klavier
- Ein einzelner Morgen (ひとつの朝 hitotsu no asa) (Chorstück)
- Das Mysterium des Meeres (海の不思議 umi no fushigi) (Chorstück)
- Die jungen Flügel (若い翼は wakai tsubasa wa) (Chorstück)
- Im Ballon bis ans Ende der Welt (気球にのってどこまでも kikyū ni notte dokomade mo) (Chorstück)
- Samba der Meeresbrise (潮風のサンバ shiokaze no samba) (Chorstück)
- Großer Marsch der Träume (大きな夢のマーチ ōkina yume no māchi) (Kinderlied)
- Laß uns zum blauen Himmel aufsteigen (青空に登ろう aozora ni noborou) (Kinderlied)